# Jimmy Crawford (Schlagzeuger)

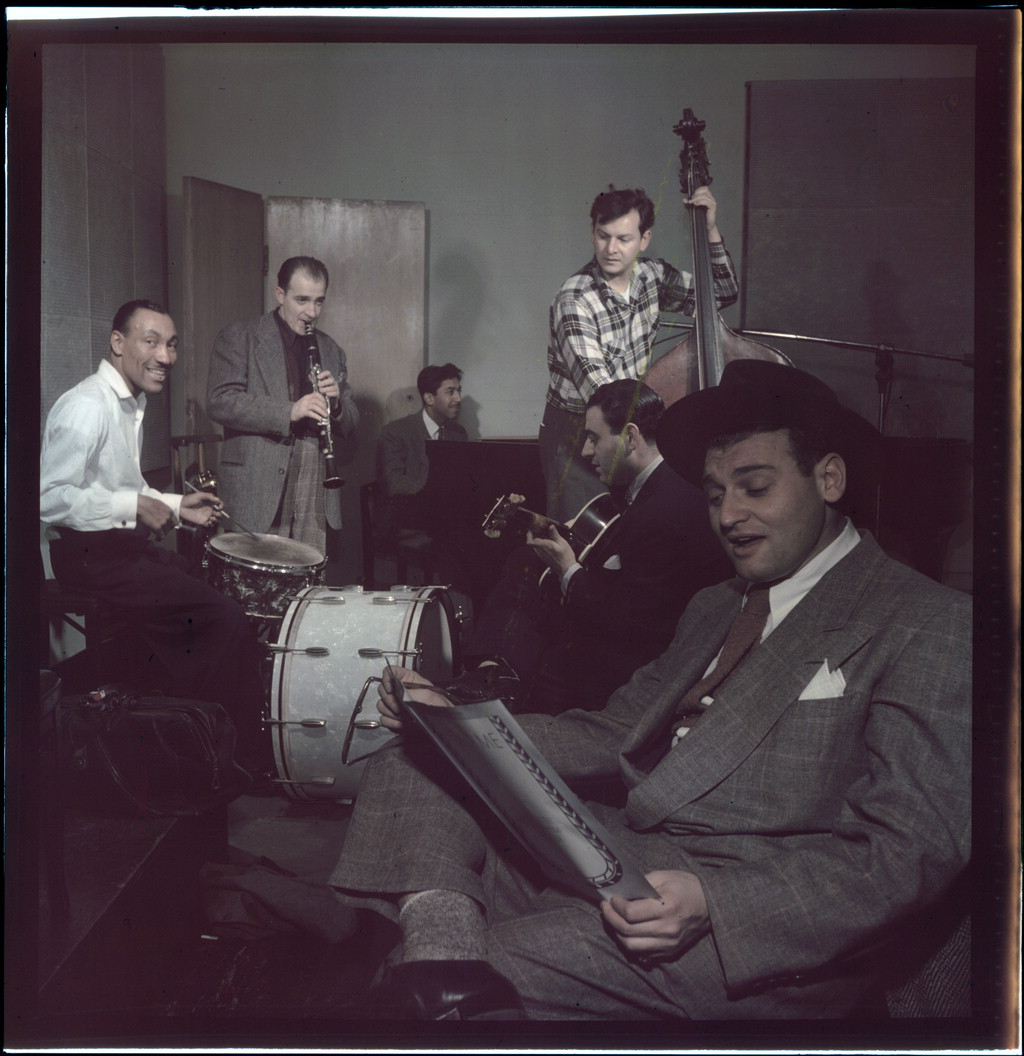
Jimmy Crawford (links) in der Begleitband von Frankie Laine, um 1947.
Fotografie von William P. Gottlieb.

Jimmy Crawford (* 14. Januar 1910 als James Strickland in Memphis, Tennessee; † 28. Januar 1980 in New York City) war ein US-amerikanischer Jazzschlagzeuger des Swing.

## Leben
Jimmy Crawford war von 1929 bis 1942 Mitglied des Orchesters von Jimmie Lunceford, danach spielte er bei Ben Webster und von 1943 bis 1945 bei Sy Oliver. Ende der 1940er Jahre arbeitete Crawford bei Edmond Hall, in den 1950ern mehr in Theaterorchestern des Broadway in New York. Er war an zahlreichen Platteneinspielungen beteiligt, wie von Buster Bailey, Count Basie, Harry Carney, Buck Clayton, Dizzy Gillespie, Benny Goodman, Hazel Scott, Dickie Wells. 1968 wirkte Crawford bei den Bobby Hackett All Stars mit.